# Чемпіонат світу з боксу 1999
Чемпіонат світу з боксу 1999 відбувався 15 - 29 серпня 1999 року в місті Х'юстон у США.
Україну представляли:Олег Кирюхін, Володимир Сидоренко, Геннадій Озарінський, Євген Боднар, В'ячеслав Сенченко, Олег Машкін, Андрій Чуркан, Андрій Федчук, Олексій Трофімов, Володимир Лазебник.

## Результати

### Медалісти
| Вагова категорія                   | Золото                  | Срібло                   | Бронза                           |
| Перша найлегша вага (-48 кг)       | Браян Вілорія           | Маікро Ромеро            | Алексан Налбандян Субан Паннон   |
| Найлегша вага (-51 кг)             | Булат Жумаділов         | Омар Нарваес             | Вальдемар Кукеряну Анджей Ржаний |
| Легша вага (-54 кг)                | Георге Олтяну           | Каміль Джамалутдінов     | Бенуа Годе Захід Мехтієв         |
| Напівлегка вага (-57 кг)           | Рікардо Хуарес          | Тулкунбай Тургунов       | Овідіу Бобирнат Рамазан Паліані  |
| Легка вага (-60 кг)                | Маріо Кінделан          | Олексій Степанов         | Георге Лунгу Димитр Щилянов      |
| Перша напівсередня вага (-63.5 kg) | Мухаммадкадир Абдуллаєв | Віллі Блен               | Алі Ахраул Лукаш Конечни         |
| Напівсередня вага (-67 kg)         | Хуан Ернандес Сьєрра    | Тимур Гайдалов           | Леонард Бунду Лучіан Буте        |
| Перша середня вага (-71 kg)        | Мар'ян Сіміон           | Хорхе Гутьєррес Еспіноса | Єрмахан Ібраїмов Фредерік Естер  |
| Середня вага (-75 кг)              | Уткірбек Хайдаров       | Адріан Д'якону           | Євген Казанцев Акин Кулоглу      |
| Напівважка вага (-81 кг)           | Майкл Сіммс             | Жон Дові                 | Алі Ісмаїлов Олексій Трофімов    |
| Важка вага (-91 кг)                | Майкл Беннет            | Фелікс Савон             | Кевін Еванс Штеффен Кречманн     |
| Надважка вага (+91 кг)             | Сінан Шаміль Сам        | Мухтархан Дільдабеков    | Фелікс Д'ячук Паоло Відоц        |

### Медальний залік
| Місце | Держвава    |    |    |    | Разом |
| ----- | ----------- | -- | -- | -- | ----- |
| 1     | США         | 4  | 0  | 0  | 4     |
| 2     | Куба        | 2  | 3  | 0  | 5     |
| 3     | Румунія     | 2  | 1  | 4  | 7     |
| 4     | Узбекистан  | 2  | 1  | 0  | 3     |
| 5     | Казахстан   | 1  | 1  | 1  | 3     |
| 6     | Туреччина   | 1  | 0  | 2  | 3     |
| 7     | Росія       | 0  | 3  | 3  | 6     |
| 8     | Франція     | 0  | 2  | 1  | 3     |
| 9     | Аргентина   | 0  | 1  | 0  | 1     |
| 10    | Німеччина   | 0  | 0  | 2  | 2     |
| 10    | Італія      | 0  | 0  | 2  | 2     |
| 12    | Азербайджан | 0  | 0  | 1  | 1     |
| 12    | Білорусь    | 0  | 0  | 1  | 1     |
| 12    | Болгарія    | 0  | 0  | 1  | 1     |
| 12    | Канада      | 0  | 0  | 1  | 1     |
| 12    | Уельс       | 0  | 0  | 1  | 1     |
| 12    | Польща      | 0  | 0  | 1  | 1     |
| 12    | Чехія       | 0  | 0  | 1  | 1     |
| 12    | Таїланд     | 0  | 0  | 1  | 1     |
| 12    | Україна     | 0  | 0  | 1  | 1     |
| Разом | 20 держав   | 12 | 12 | 24 | 48    |